# Геро II
Геро II (нім. Gero II; 970/975 — 1 вересня 1015) — граф Серімунта і Нордтюрінггау з 979 року, граф в Гассегау з 992 року, маркграф Саксонської Східної марки з 1002 року, правитель західної частини марки, граф Ніціці і Ціціці з 993 року, граф Швабенгау з 1010, син Титмара I, маркграфа Майсенського і Мерзебурзького, графа Серімунта, Нордтюрінггау і Швабенгау, і Сванхільди Біллунг, дочки Германа Біллунга, герцога Саксонського.

## Біографія
Після смерті батька в 979 році Геро успадкував Нордтюрінггау і Серімунт, тоді як Майсенську і Мерзебурзьку марки імператор Оттон I передав Гунтеру Мерзебурзькому. Частина феодів Титмара перейшла до дядька Геро, маркграфа Саксонської Східної марки Одо I. Однак під тиском Геро, син і спадкоємець Одо, Зігфрід, був відсторонений від спадкування і пострижений у ченці, а сам він став новим спадкоємцем маркграфа. З плином часу Геро частково вдалося повернути контроль над маркою і значно розширити свої володіння. У 992 році Геро став графом в районі Гассегау. Після смерті маркграфа Одо Геро успадкував Саксонську Східну (лужицькі) марку, а також графства Ніціці і Ціціці, заселені слов'янськими племенами. Геро був одним з наближених до імператора Оттона III і прихильником його політики. У 1000 році він підтримав створення Гнезненський архиєпархії. У 1002 році, під час чергової війни між королем Німеччини Генріхом II Святим і князем Польщі Болеславом I Хоробрим, Геро втратив західну частину лужицької марки. Хоча Геро і намагався собі повернути ці території, але успіху в цьому не домігся.
У 1010 році син маркграфа Майсенського Рікдага, Карл, який володів графством Швабенгау з 992 року, був звинувачений у змові і позбавлений всіх своїх земель, які перейшли до маркграфа Геро. У 1012 році імператор Генріх II Святий відновив війну проти князя Польщі Болеслава I Хороброго і призначив Геро воєначальником. Під містом Штрела, недалеко від Мерзебурга, Геро II потрапив у засідку і був убитий в битві разом зі своїм загоном із двохсот чоловік. Його єдиноутробні брати, маркграф Майсенський Герман, архієпископ Зальцбурзький Гунтер і Еккехард, домоглися видачі тіла Геро та інших полеглих воїнів.

## Родина:
Дружина — Аделаїда (Адельгейда).
Діти:
- Титмар II (бл. 990—1030) — маркграф Лужицький, граф Нордтюринггау і Швабенгау з 1015 р.